# Cabezal hidráulico
Cabezal hidráulico (del inglés head), carga hidráulica, altura piezométrica, o nivel piezométrico es una medida específica de la presión del líquido por encima de un datum geodésico. Por lo general, se mide como una elevación de la superficie líquida, expresada en unidades de longitud, a la entrada de un tubo piezómetro. En un acuífero, se puede calcular a partir de la profundidad de agua en un pozo piezométrico (un pozo de agua especializado), siempre que vengan dados los datos de profundidad y elevación piezométricas. De manera similar, la carga hidráulica también se puede obtener midiendo en una columna de agua la altura de la superficie superior relativa a un datum común. La carga hidráulica se puede utilizar para determinar un gradiente hidráulico entre dos o más puntos.

## "Cabezal" en dinámica de fluidos
En dinámica de fluidos, el cabezal es un concepto que relaciona la energía de un fluido incompresible con la altura de una columna estática equivalente de ese fluido. Del Principio de Bernoulli se obtiene que la energía total en un punto dado en un fluido es igual a la energía asociada con el movimiento del fluido, más la energía de la presión en el fluido, más la energía de la altura del fluido relativa a un datum. El cabezal se expresa en unidades de longitud.
El cabezal es igual a la energía del fluido por unidad de peso.
Hay cuatro tipos de cabezal que se utilizan para calcular el cabezal total:
- Cabezal de velocidad, debido al movimiento del fluido (Energía cinética)
- Cabezal de elevación, debido al peso del fluido
- Cabezal de presión, debido a la presión estática
- Cabezal de pérdidas, debido a las fuerzas de fricción que se oponen al movimiento del fluido